# NGC 398
NGC 398 je čočková galaxie v souhvězdí Ryb. Její zdánlivá jasnost je 14,5m a úhlová velikost 0,8′ × 0,5′. Je vzdálená 229 milionů světelných let, průměr má 55 000 světelných let. Galaxii objevil 28. října 1886 francouzský astronom Guillaume Bigourdan, v katalogu NGC je popsána jako „velmi slabá, velmi malá, hvězdná“.